# Sòria (Navès)
Sòria és una masia situada al municipi de Navès, a la comarca catalana del Solsonès.